# Fogo (canção)
"Fogo" é um single do duo brasileiro Os Arrais, lançado em outubro de 2015.
Faixa do álbum As Paisagens Conhecidas, é a última música presente no disco. A música possui influências de southern rock e indie folk e é mais "pesada" que o restante do álbum.